# Mosteiro de Bârsana
O Mosteiro de Bârsana (em romeno: Mănăstirea Bârsana), oficialmente chamado Mosteiro dos Santos Apóstolos em Bârsana (Mănăstirea Soborul Sfintilor Apostoli din Barsana), é um mosteiro da Igreja Ortodoxa Romena situado na comuna homónima, vale do Iza, distrito de Maramureș, no norte da região histórica da Transilvânia.
Embora haja menções da existência dum mosteiro de Bârsana desde 1390, o mosteiro atualmente existente começou a ser construído em 1993.

## História
As primeiras menções escritas à existência dum mosteiro em Bârsana datam de 1390 — num documento relativo às propriedades da família do voivoda Dragoș Vodă é mencionada uma bifurcação numa estrada, em que um dos lados conduz à aldeia de Bârsana e o outro ao mosteiro; o mesmo documento refere-se também ao vale do mosteiro e ao monte Popii.
Num documento de propriedade, datado de 1405, é mencionado um "campo do mosteiro". Nos registos da Casa de Dragoș há várias referências ao mosteiro entre 1408 e 1480, a última delas mencionando Bartolomeu Dragfi,  conde dos Sículos (r. 1479–1488) e voivoda da Transilvânia (r. 1493–1499).
A antiga igreja de madeira, a Igreja da Apresentação de Nossa Senhora no Templo, também conhecida como Igreja de madeira de Bârsana, foi construída em 1720, num local chamado Părul Călugărului ("Cabelo do Monge"), por um padre nobre Ioan Ștefanca, com a ajuda dos seus filhos e outros aldeões, para agradecer a proteção durante o surto de praga do ano anterior. A igreja foi depois trasladada para o vale do Iza cerca de 1739, para o local onde existia um cemitério construído depois da guerra com os tártaros de 1717. O mosteiro foi extinto em 1791 e em 1806 a igreja foi trasladada para a aldeia, onde ainda se encontra, para um cemitério das vítimas da peste de 1742. O interior foi pintado novamente em 1806 por Hodor Toader e Ion Plohod, com influências barrocas e rococó.